# 三角叶驴蹄草
三角叶驴蹄草（学名：Caltha palustris var. sibirica）为毛茛科驴蹄草属下的一个变种。